# Métro de Nouvel Athos
Le chemin de fer de Nouvel Athos, situé en Abkhazie, république séparatiste de la Géorgie, est souvent comparé à un métro, même s'il a une vocation touristique pour le transport des touristes dans la grotte de Nouvel Athos, étant donné qu'il ne circule que de mai à novembre. Sa construction a débuté en 1965 et il a été inauguré en 1975.

## Caractéristiques
Ce métro long de 1,291 kilomètre, à voie unique, comporte trois stations :
- Входные Ворота (Porte d'entrée) ;
- Зал Апсны (Salle Apsny) ;
- Зал Анакопия (Salle Anakopiya).

Les trains passent toutes les deux à trois minutes. Pour faire tout le trajet, il faut environ cinq minutes, les trains circulent à 30 km/h.

## Matériel roulant
Au total, deux types de matériel roulant construit à Moscou ont circulé sur le réseau :
- deux rames construites en 1975, dénommées Ep, qui ne circulent plus ;
- une troisième rame, mise en service en 2014, dénommée Ep 563. Elle a remplacé les anciennes Ep.

Les rames ont un écartement étroit de 914 mm.